# Опаки
Опаки́ — село в Україні, у Золочівському районі Львівської області. Населення становить 302 особи. Орган місцевого самоврядування — Золочівська міська рада.